# Remco van Wijk
Remco van Wijk, né le 7 octobre 1972 à Bréda, est un joueur néerlandais de hockey sur gazon.

## Palmarès
- Médaille d'or aux Jeux olympiques d'Atlanta en 1996
- Médaille d'or aux Jeux olympiques de Sydney en 2000[1]